# سقف کششی

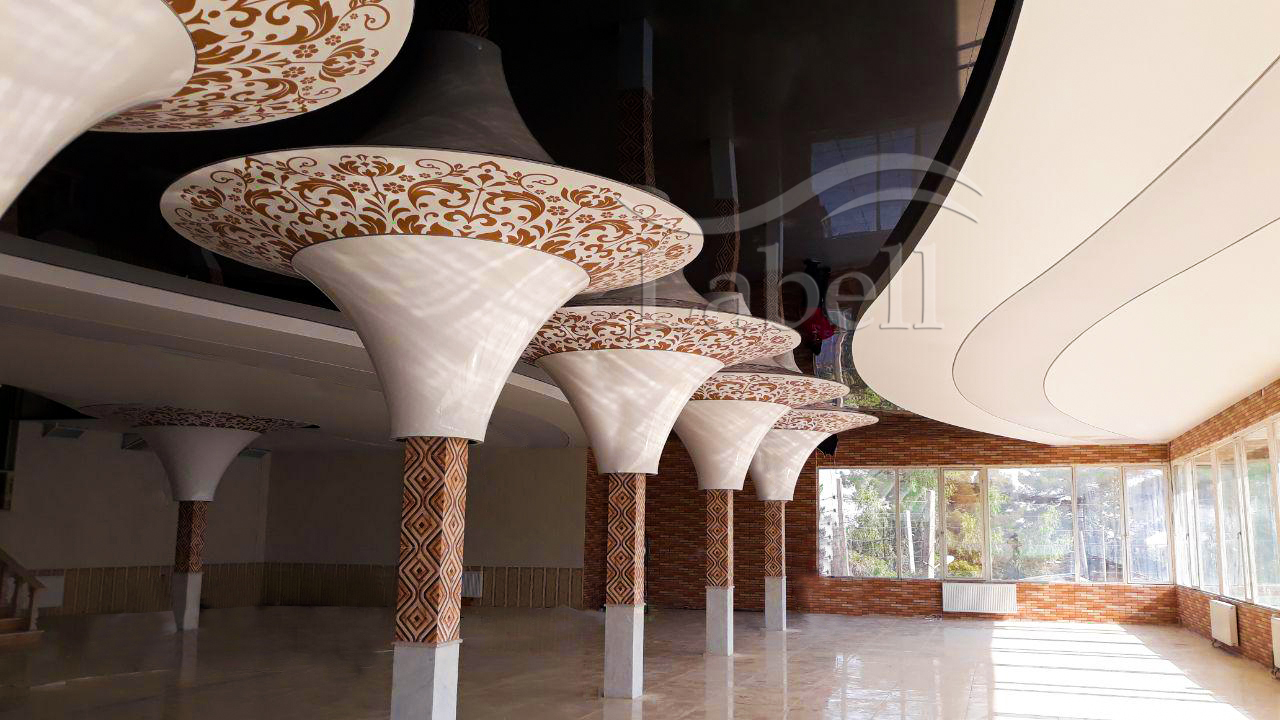
سقف کششی مات و ترنس و لاکر مشکی

 سیستم سقف کششی (به انگلیسی: Stretched ceiling)  سیستم سقف معلقی است که از دو عنصر اصلی تشکیل شده‌است :یکی ریل محیطی و احاطه‌کننده و دیگری غشای اصلی سبک وزن که در طول مسیر ریل کش می‌آید و قرار می‌گیرد و بر خلاف سیستم‌های سقفی موجود نیازی به آویز نخواهد داشت و قابلیت مخفی نمودن اتصالات ریل را دارا می‌باشد. علاوه بر کاربرد این محصول در سقف، در مصارفی همچون دیوارهای پوششی، توزیع‌کننده‌های نور، پانل‌های متحرک نمایشگاه‌ها، و شکل هلی ابداعی، استفاده می‌شود.
سقف کششی بواسطهٔ تقویت پشت صحنه و زمینه اختصاصی خود، سبب یک پیوستگی و اتحاد در بین انواع ساختار نور، شبکه مشبک و نقاط ثابت می‌شود.

## نصب و جاسازی سریع
در ابتدا سیستم ریل‌ها در قسمت زیرین سقف اصلی محیط اطراف به دیوار چسبانده می‌شوند سپس سقف کششی تا پنجاه درجه حرارت داده شده و انبساط باعث می‌شود که سقف کاملاً در درون سیستم ریل‌ها، جایگزین شود. به محض کاهش دما، سقف مثل یک پوشش طبل ثابت می‌گردد.
ریل‌ها در انواع مختلف بوده و بر اساس نوع طرح مورد نظر، توسط تکنسین‌های اجرایی نصب، انتخاب می‌شوند. سقف کششی این امکان را فراهم می‌سازد که امکاناتی نظیر سیستم‌های روشنایی اعم از فیبر نوری، لامپ‌های فلوروسنت، دستگاه‌های تهویهٔ هوا، دستگاه‌های حرارتی و صوتی بدون هیچگونه مشکلی نصب شوند.

## سقف‌های تجاری
سیستم سقف‌های کششی، امکانات و پتانسیل عظیمی برای کاربردهای تجاری و بازرگانی فراهم می‌سازد و به سبب داشتن تنوع رنگی زیاد و سهولت آن در شکل پذیری و شکل دادن، قادر است یک سقف استثنائی بر اساس طرح مورد نظر ایجاد کند و برای انواع کاربردها و موارد استفاده از قبیل ادارات، رستوران‌ها، کلیساها، سینماها، ساختمان‌های خصوصی، سالن‌های کنفرانس و ... بسیار مناسب است.

## سقف استخر و محیط‌های مرطوب
سیستم سقف کششی، یک سد و حصار ضد رطوبت و بخار می‌باشد که یک حفاظ برای سطوح سقف‌ها فراهم می‌سازد و قادر به آزادسازی بخار و رطوبت، از محیط و پیرامون در هر زمان می‌باشد و اجازهٔ دسترسی به خدمات و تجهیزات را می‌دهد سیستم مسیر ریل‌های پیچیده به شیت‌ها اجازه می‌دهد که در شکل‌های کج و مایل، طاق دار و قوسی یا پخ دار نصب گردند تا بتوان به طرح مورد نظر دست پیدا کرد.
این سیستم کاملاً قابل شستشو می‌باشد و در برابر ضربات توپ و رطوبت بالا، مقاوم است.

## قابلیت انتقال نور
این نوع از انواع سقف‌های کششی، قابلیت تسطیح و فیلتر نمودن نورهای طبیعی یا مصنوعی و همچنین قابلیت چاپ‌پذیری هر نوع آرم، طرح و تصویر را دارا می‌باشد و می‌تواند یک پیش زمینه با تصویر رویایی از محیط را فراهم سازد. این نوع از سقف‌ها قابلیت انتقال هفتاد درصد از نور را دارند و در واقع این امکان، کارشناسان و طراحان را مجاب می‌سازد تا شخصیت محیط داخلی را تغییر دهند این تکنولوژی در طراحی ویترین‌های فروشگاهی، رستوران‌ها و کافی شاپ‌ها، سالن‌های انتظار و ... کاربردی محدود دارد و امکان ایجاد دیوارها و سقف‌های رنگی یا سفید نما را فراهم می‌سازد.

## مشخصات سقف‌های کششی
- تنوع رنگ: وجود بیش از هزاران رنگ و تکمیل‌کنندهٔ متفاوت از قبیل مات، نیمه شفاف، اطلسی و متالیک
- شکل‌ها: امکان‌پذیر در اشکال مسطح، منحنی یا موجدار
- بدون انقباض: هرگز ترک نمی‌خورد، رنگشان دچار پوسته شدن نمی‌شود و در برابر انقباض و سوراخ شدگی مقاوم هستند.
- ضد اشتعال
- آکوستیک: خاصیت جذب صوت را دارا می‌باشد.
- قابلیت جا به جایی: این سیستم به دفعات قابل باز شدن و نصب و انتقال به فضاهای دیگر می‌باشد.
- قابلیت شستشو: به آسانی و بدون استفاده از مواد شوینده تمیز می‌شود.
- سرعت و سهولت: انجام عملیات نصب، سریع و آسان است بدون ایجاد هیچگونه گرد و غبار یا اختلال در کار روزمره.
- مقاوم: هیچگونه تغییری در ابعاد به خاطر تغییرات دمایی و آب و هوایی در ان ایجاد نمی‌شود.
- عدم محدودیت در طرح ومکان.
- انعطاف‌پذیری و مقاومت بالا در برابر ضربات ناگهانی.
- تعدیل‌کننده آلودگی‌های صوتی و محیطی.
- قابلیت چاپ هر نوع تصویر و طرح با عدم محدودیت در ابعاد چاپ.
- عدم ذوب، اشتعال و ایجاد گازهای سمی هنگام آتش سوزی.
- سهولت نصب و جمع‌آوری در کوتاهترین زمان.
- خنثی‌کننده و تعدیل‌کننده انواع بوهای محیطی.
- ضد بخار و ضد آب (ایده‌آل برای استخر، سونا و سالن‌های ورزشی).
- عدم تغییر شکل در دمای محیطیc°۱۰- تا c°۶۰+
- خاصیت چشمگیر آکوستیک از جمله جذب صدا (مناسب برای سالن‌های آمفی تئاتر و همایش)
- خاصیت ضد باکتری و دافع گرد و غبار (مناسب برای اتاق عمل و آزمایشگاه)